# Leopoldo Ledesma
Leopoldo Ledesma, född 20 juli 1903, var en argentinsk friidrottare. Han deltog vid olympiska sommarspelen 1928.